# Meizoglossa bipunctata
Meizoglossa bipunctata là một loài bướm đêm trong họ Noctuidae.